# Manuel Tomàs Bertran
Manuel Tomàs Bertran (Vilanova i la Geltrú, 14 de novembre de 1836 - 25 de març de 1885). Industrial llauner, impulsor del segon aqüeducte de Vilanova.
L'any 1862 posseïa un comerç de lampisteria a la plaça de la Verdura de Vilanova. L'any 1867, posà en marxa la fabricació de tubs de capa i betum combinats, especials per a la conducció d'aigua i gas.
En una època d'expansió en l'activitat industrial i urbanística, i en la construcció de xarxes d'abastament d'aigua, va subministrar tubs o bé construir la xarxa completa en diversos pobles d'Espanya.
El 1877 es va crear l'empresa Acueducto Villanovés, coneguda popularment com l'Aigua Nova, per ser la segona proveïdora d'aigua, procedent d'una mina subterrània de Santa Oliva, prop de la riera de l'Arboç, a uns 28 quilòmetres de Vilanova.
El juliol de 1878 va establir canonades i altres aparells a les vies públiques de Vilanova, utilitzant materials i sistemes de fabricació pròpia. Començades les obres es van trobar amb moltes dificultats, ja que els components del primer aqüeducte hi van posar inconvenients, tement la competència i també que, amb dos aqüeductes explotant les mateixes aigües, no poguessin complir com abans.
El 12 de gener de 1180 es va inaugurar la nova portada d'aigües a Vilanova. Manuel Tomàs es comprometé a cedir al Municipi l'aigua necessària per regar la plaça de la Vila i la Rambla Principal.
Manuel Tomàs va passar de llauner a constructor de tubs d'acer i creador del segon aqüeducte; fou un dels fabricants no tèxtils de més importància i iniciativa de Vilanova. L'any 1880 formava part de la comissió organitzadora de l'Exposició Regional. A la seva mort, la indústria de tubs fabricats serviren per a les xarxes de distribució d'aigua a diverses poblacions espanyoles.
A la Biblioteca Museu Víctor Balaguer trobem un plànol del segon aqüeducte de Vilanova i la Geltrú que Manuel Tomàs va projectar.